# Banks & Steelz
Banks & Steelz – duet muzyczny założony w 2011 roku z inicjatywy producenta muzycznego i rapera RZA'y z Wu-Tang Clan oraz wokalisty oraz gitarzysty, Paula Banksa z grupy Interpol. Duet tworzy muzykę łącząca hip-hop, rock jak również muzykę alternatywną. W 2016 roku ukazał się debiutancki album grupy zatytułowany Anything But Words, który został wydany nakładem Warner Bros. Records.

## Dyskografia
- Anything But Words (2016)